# 阿沛·灿曲
阿沛·灿曲（？—）女，藏族，西藏拉萨人，阿沛·阿旺晋美的第七女（最小的女儿）。

## 生平
灿曲读书时，正逢文化大革命，遂赴工厂当工人8年。后来，她到北京民族文化宫资料室工作，到1993年时已经在那里工作了十多年，仍然是以工代干。此后，她也一直在民族文化宫当工人，父亲阿沛·阿旺晋美从来没在工作方面向她的单位提过任何要求。

## 家庭
- 丈夫：在西藏地质局工作，为地热科技人员。由于工作需要，他常年在西藏工作，到1993年时，和灿曲夫妻两地分居多年，灿曲一个人带女儿和父亲阿沛·阿旺晋美、母亲阿沛·才旦卓嘎一起住。[1]